# فرشته سقوط کرده (نقاشی)
فرشتۀ سقوط کرده (به فرانسوی: L'Ange déchu) یک نقاشی رنگ روغن از هنرمند و نقاش فرانسوی الکساندر کابانل است. این نقاشی در سال ۱۸۴۷ میلادی و در زمانی که کابانل بیست و چهار سال سن داشت کشیده شده است. این تابلو شیطان را پس از رانده شدن از بهشت به تصویر می‌کشد. فرشتۀ سقوط کرده در حال حاضر در موزۀ فابر، مون‌پلیه فرانسه نگهداری می‌شود.

## تاریخچه و شرح
در سال ۱۸۴۵ زمانی که کابانل در مدرسۀ ملی هنرهای زیبا بود وی موفق شد برندۀ دومین دورۀ جایزۀ بزرگ رم شود، این پیروزی به او اجازه داد تا برای چند سال به ایتالیا نقل‌مکان کنند. مانند سایر نقاشان کابانل مجبور بود که نقاشی‌های خود را برای گواهی پیشرفت خود در زمان اقامتش در رم به فرانسه بفرستد. به خاطر همین دلیل بود که وی فرشته سقوط کرده  را در سال ۱۸۴۷ نقاشی کرد. کابانل موضوعی را برای نقاشی خود برگزید که در آن زمان اغلب مانندش در نقاشی فرانسوی نشان داده نمی‌شد: رانده شدن فرشته از بهشت و تبدیل شدنش به شیطان.
این نقاشی لوسیفر را به تصویر می‌کشد که توسط خدا از بهشت رانده شده است، در این نقاشی لوسیفر غمگین دستانش را روی هم قرار داده و برهنه در حالی که اشک از چشمانش جاری است بر روی زمین دراز کشیده است در همین حین سایر فرشتگان در بالای تصویر در حال پرواز مشاهده می‌شوند.

## تجزیه و تحلیل
این نقاشی یک اثر رمانتیسم به‌شمار می‌رود. نقاشی لوسیفر را یک مرد جوان و زیباروی در حالت دراز کشیده و با دست‌های گره‌خورده به تصویر کشیده. بال‌های لوسیفر در نقاشی عمدتاً سفید هستند ولی با رنگ آبی و طلایی تزئین شده‌اند. در پایین تصویر و در اطراف پاهای لوسیفر چند گیاه ویره نمایان است و این گیاهان تا کف پای وی به نمایش درآمده‌اند. در بالای تصویر و در آسمان چندین فرشته که با جزئیات کمتری نقاشی شده‌اند به تصویر کشیده شده است. تمام فرشتگان به همان جهتی که لوسیفر با چشمان اشکبار، با خشم و عصبانیت به آن خیره شده حرکت می‌کنند.

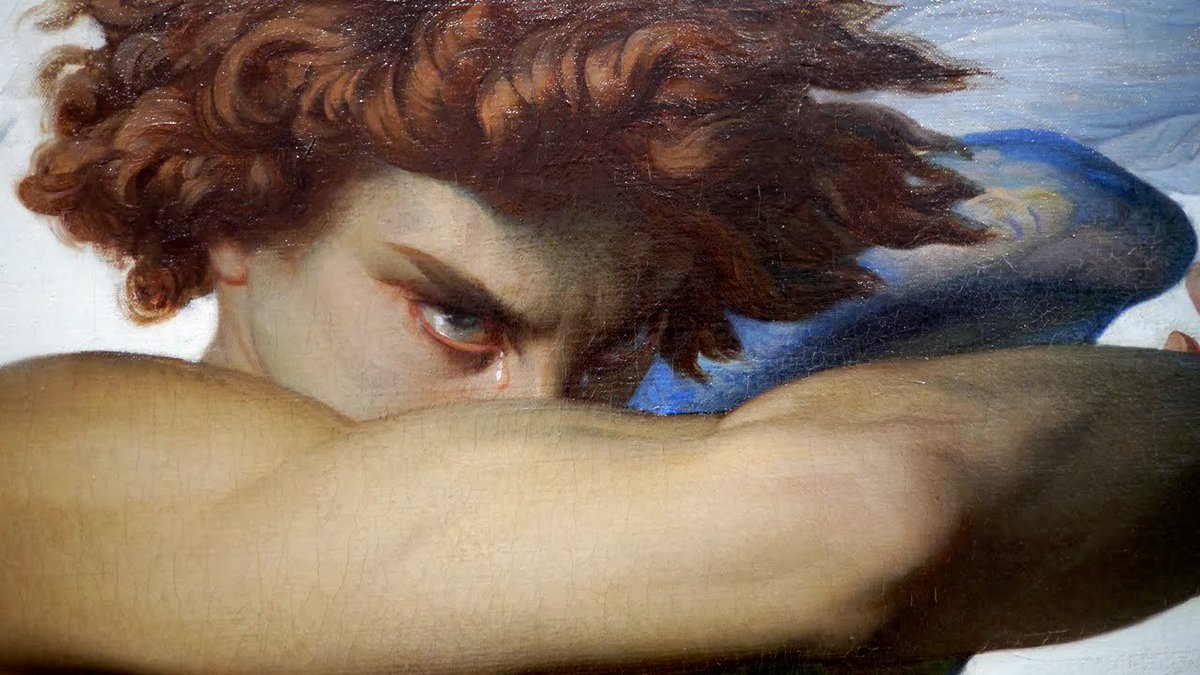
نقاشی لوسیفر را با چهره‌ای عصبانی در حالی که یک قطره اشک در چشمانش جاری است به تصویر کشیده.